# Фелікс Лусто
Фелікс Лусто (ісп. Félix Loustau, 25 грудня 1922, Авельянеда — 5 січня 2003, Авельянеда) — аргентинський футболіст, що грав на позиції лівого флангового нападника, насамеред за «Рівер Плейт», з яким вісім разів ставав чемпіоном Аргентини, а також за національну збірну Аргентини, у складі якої — триразовий переможець чемпіонату Південної Америки.

## Клубна кар'єра
Народився 25 грудня 1922 року в місті Авельянеда. На юнацькому рівні виступав за низку команд. На початку 1940-х перейшов до «Рівер Плейта». Влітку 1942 року дебютував за його головну команду.
Грав на позиції лівого крайнього нападника. У середині 1940-х утворив разом з Хуаном Муньйосом, Хосе Морено, Адольфо Педернерою і Анхелєм Лабруною грізну п'ятірку нападників, яка була відома серед вболівальників як «машина» (ісп. La Máquina). 
Загалом відіграв шістнадцять сезонів, взявши участь у 365 матчах чемпіонату. За цей час вісім разів виборював титул чемпіона Аргентини.
Завершував ігрову кар'єру у команді «Естудьянтес» (Ла-Плата), за яку провів 9 ігор у 1958 році.

## Виступи за збірну
1945 року дебютував в офіційних матчах у складі національної збірної Аргентини. Того ж року поїхав на чемпіонат Південної Америки, що проходив у Чилі і де аргентинці здобули свій сьомий титул найсильнішої збірної континенту.
Наступного року на домашній першості Південної Америки 1946 допоміг своїй збірній захистити чемпіонський титул, а ще за рік, на чемпіонаті Південної Америки 1947 в Еквадорі, здобув свій третій титул чемпіона континенту.
Загалом за вісім років, проведених у національній команді, взяв участь у 27 матчах, забивши 11 голів.
Помер 5 січня 2003 року на 81-му році життя в рідній Авельянеді.

## Титули і досягнення
- Переможець чемпіонату Південної Америки (3):

Аргентина: 1945, 1946, 1947
- Чемпіон Аргентини (8):

«Рівер Плейт»: 1942, 1945, 1947, 1952, 1953, 1955, 1956, 1957